# 10º Reggimento genio guastatori
Il'10º Reggimento Genio Guastatori è un reparto dell'Esercito Italiano con sede a Cremona; dipende dalla 132ª Brigata corazzata "Ariete".

## Storia
Il Reggimento ebbe origine dal Battaglione Zappatori e dal Battaglione Telegrafisti costituiti il 1º aprile 1920, rispettivamente a Capua e S. Maria Capua Vetere (CE), per il X Corpo d'Armata di Napoli.
In data 13 luglio 1922, i due Battaglioni, opportunamente integrati, costituirono insieme al Deposito, in S. Maria Capua Vetere il 1º ottobre dello stesso anno, il 18º Raggruppamento Genio di Corpo d'Armata.
La nuova unità comprende C.do, Btg. zappatori - minatori con una sezione motoristi - telegrafisti ed una sezione pompieri, Btg. telegrafisti con sezione colombofili e due colombaie (Gaeta e Catanzaro), cp. fotoelettricisti e deposito.
Il 1º marzo 1923 vengono sciolte le sezioni mototeleferisti, colombofili e pompieri e, in attuazione dell'ordinamento 11 marzo 1926, dal successivo 5 novembre diviene 10º Reggimento Genio su C.do, Btg. zappatori - minatori, Btg. telegrafisti e mantiene in organico la colombaia di Gaeta (quella di Catanzaro viene soppressa).
I reparti zappatori - minatori nel febbraio 1934 divengono zappatori artieri completi (su 5 cp.) che fornisce all'8º rgt. 1300 elementi per unità operanti in Africa orientale; è sciolto il 15 gennaio 1936.
A fine marzo 1936 il Rgt. è su C.do, Btg. artieri, Btg. telegrafisti deposito e colombaia.
Nel gennaio 1937 i reparti telegrafisti e radiotelegrafisti cambiano denominazione in reparti trasmissioni.
Nel corso del secondo conflitto mondiale, pur non partecipando direttamente alle operazioni, diviene centro di mobilitazione e tramite il deposito costituisce e mobilita diverse unità del genio.
Il reggimento è sciolto nel settembre 1943 a seguito degli eventi determinati dall'armistizio.

## Dopoguerra
Il 1º aprile 1953 viene costituito in Pavia il 3º Battaglione genio Pionieri di Corpo d'Armata, mediante la trasformazione della preesistente 3ª Compagnia pionieri territoriale. All'iniziale compagnia pionieri si uniscono il successivo 1º giugno il plotone Comando e la 1ª Compagnia pionieri e nel settembre dello stesso anno l'organico viene completato con la formazione della cp. parco campale. Nell'abito della ristrutturazione dell'Esercito, il 10 ottobre 1975 l'unità assume il nome di 3º Battaglione Genio Pionieri "Lario" su Comando, Compagnia Comando e parco, 3 compagnie pionieri.
Nella circostanza il Btg. viene reso erede delle tradizioni del 10º Rgt. g. del quale con decreto 12 novembre 1976 riceve anche la bandiera.
Cambia ancor organico il 1º gennaio 1987 ed è strutturato su Comando, Compagnia Comando e Servizi, 3 compagnie pionieri, Compagnia attrezzature speciali.
Con il riordinamento della Forza Armata, il Battaglione, viene sciolto il 15 agosto 1993 ed il giorno successivo si costituisce il 10º reggimento Genio Pionieri nel quale confluisce anche il personale del disciolto 131º battaglione genio guastatori "Ticino".
Il 20 settembre 1996 il 10º reggimento genio pionieri ha assunto la configurazione organica di reggimento genio Guastatori con l'attuale denominazione.
Posto alle dipendenze del Comando Forze di Proiezione, passa quindi nell'organico della 132ª Brigata corazzata "Ariete".
Nel corso degli ultimi dieci anni il reggimento è stato più volte impiegato nelle missioni oltremare che hanno visti schierati i reparti della Forza Armata.

## Il 10º Reggimento genio guastatori oggi
Ha sede nella caserma "Col di Lana" a Cremona, Via Brescia. Effettua spesso interventi di bonifica ordigni inesplosi.

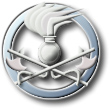
Fregio dell'Arma del genio dell'Esercito Italiano

## Dipendenza
Il 10º Reggimento genio guastatori fa parte della 132ª Brigata corazzata "Ariete", che a sua volta dipende gerarchicamente dal Comando Forze Operative Nord.

## Struttura
- Comando di reggimento;
  - Compagnia Comando e Supporto Logistico (CCSL)
- Battaglione "Ticino" (articolato in 4 compagnie);
  - 1 ^ Compagnia Guastatori
  - 4 ^ Compagnia Guastatori
  - 5 ^ Compagnia Supporto alla Mobilità
  - 6 ^ Compagnia Supporto allo Schieramento

(Il reggimento è alimentato da volontari)

## Soccorso alla popolazione
- Febbraio 2012: aliquote di personale e mezzi del 10º Rgt. genio guastatori sono mobilitati per l'emergenza maltempo e sono intervenuti per ripristinare la viabilità ad Ancona.[1][2]
- Ottobre 2014: aliquote di personale e mezzi del 10º Rgt. genio guastatori sono mobilitati per l'emergenza alluvione nell'Alessandrino e sono intervenuti a Cassano Spinola (Al).[3]

## Onorificenze
Nella sua storia il 10º Reggimento genio guastatori ha meritato le seguenti onorificenze alla bandiera:

## Simboli

### Stemma araldico
Scudo: Inquartato. Nel primo quarto, rosso con croce d'argento, figura l'Arme di Pavia, dove fu costituito il 3º Battaglione Genio. Nel secondo quarto, che è azzurro con due cornucopie, l'Arme di Caserta, ove è nato il 10º Reggimento Genio. Nel terzo, azzurro con tre dune d'oro ed una palma, il ricordo dell'Africa Settentrionale. Nel quarto figura l'elmo di Scanderbeg, a ricordo delle operazioni in Albania.
Ornamenti esteriori: sullo scudo corona turrita d'oro, accompagnata sotto da nastri annodati nella corona, scendenti e svolazzanti in sbarra e in banda al lato dello scudo, rappresentativi delle ricompense al Valore. Sotto lo scudo su lista bifida d'oro, svolazzante, con la concavità rivolta verso l'alto, il motto "Al mio valor l'aspro cimento è sprone".

## Armi e mezzi in dotazione

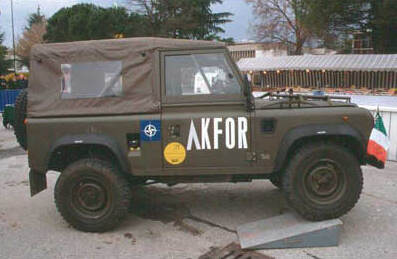
AR 90

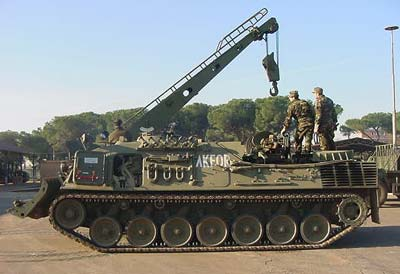
Carro pioniere "Pionierpanzer"

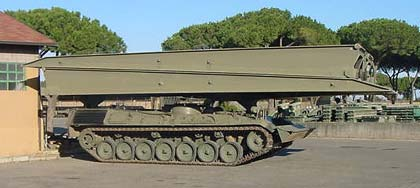
Carro gittaponte "Biber"

### Armamento
- Pistola automatica "BERETTA 92 FS" cal.9
- Fucile d'assalto "AR 70/90" cal. 5,56
- Arma di reparto "MINIMI" cal. 5,56
- Arma di reparto "MG 42/59" cal. 7,62 NATO
- Arma di reparto Browning cal. 12,7
- OD 82/SE
- Mortaio rigato da 120 mm

### Mezzi
- Land Rover AR 90
- Iveco VM 90
- Carro Pioniere "PIONIERPANZER"
- Carro Gittaponte "BIBER"
- FD/175 - Apripista cingolato
- FL/175 - Caricatore cingolato
- JCB/426 - Caricatore ruotato
- FE/20 - Escavatore cingolato
- JCB 1CX/3CX - Terna ruotata
- new holland - Escavatore cingolato
- new holland - Caricatore ruotato
- new holland - Apripista cingolato
- komatsu - Escavatore cingolato
- komatsu - Terna ruotata